# 里科尔德角
シカラガラシ岬或里科尔德角（俄语：Мыс Рикорда）是择捉岛南的海角，海拔64米，隔国后水道与国后岛相望。它以俄国航海家彼得·伊万诺维奇·里科尔德命名。